# Birla Institute of Technology

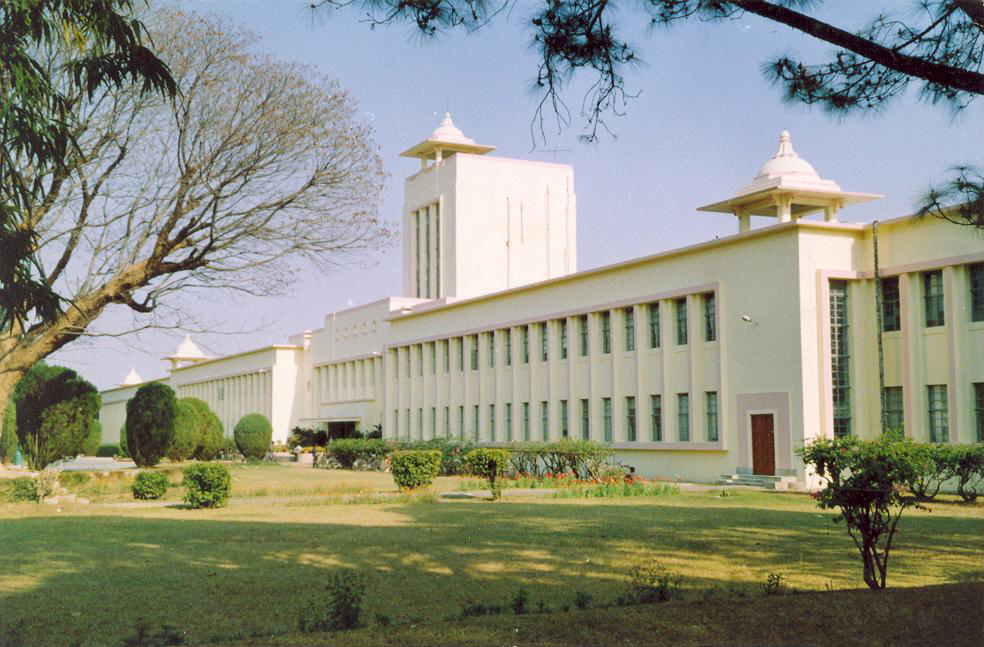
Birla Institute of Technology

Birla Institute of Technology är en teknisk högskola utanför Ranchi i Indien.